# 6. nordgrönländischer Landesratswahlkreis
Der 6. nordgrönländische Landesratswahlkreis war von 1911 bis 1951 ein Landesratswahlkreis in Nordgrönland. Der Wahlkreis umfasste die Gemeinde Ataa im Kolonialdistrikt Jakobshavn und den Kolonialdistrikt Ritenbenk.

## Vertreter
Folgende Personen vertraten den Wahlkreis:
| Wahlperiode | Landesrat                                    | Stellvertreter                           | Anmerkung                                                             |
| ----------- | -------------------------------------------- | ---------------------------------------- | --------------------------------------------------------------------- |
| 1911–1916   | Johan Lange (nicht 1916)                     | Adam Hendriksen (1916)                   |                                                                       |
| 1917–1922   | Jonas Zethsen                                | Pavia Jensen                             |                                                                       |
| 1923–1926   | Jonas Zethsen (nicht 1925)                   | Isak Nikolajsen                          | 1925 kein Vertreter                                                   |
| 1927–1932   | Jens Rosing                                  | Jonas Zethsen                            |                                                                       |
| 1933–1938   | Peter Street (nicht 1933, 1936, 1937, 1938)  | Mathæus Nielsen (1933, 1936, 1937, 1938) |                                                                       |
| 1939–1944   | Frederik Lynge                               | Karl Heilmann                            |                                                                       |
| 1945–1950   | Peter Mathæussen († 1949) (nicht 1949, 1950) | Frederik Lynge (1949)                    | 1950 Nachwahl von Johan Lange und Manasse Mathæussen (Stellvertreter) |